# Basilio Jur'evič
Basilio (Vasi'lko) Jur'evič (in russo Василий (Василько) Юрьевич?) (... – dopo il 1161) è stato un principe russo, principe di Suzdal' (1149-1151) e Poros'je (1155-1161), figlio di Jurij Dolgorukij.

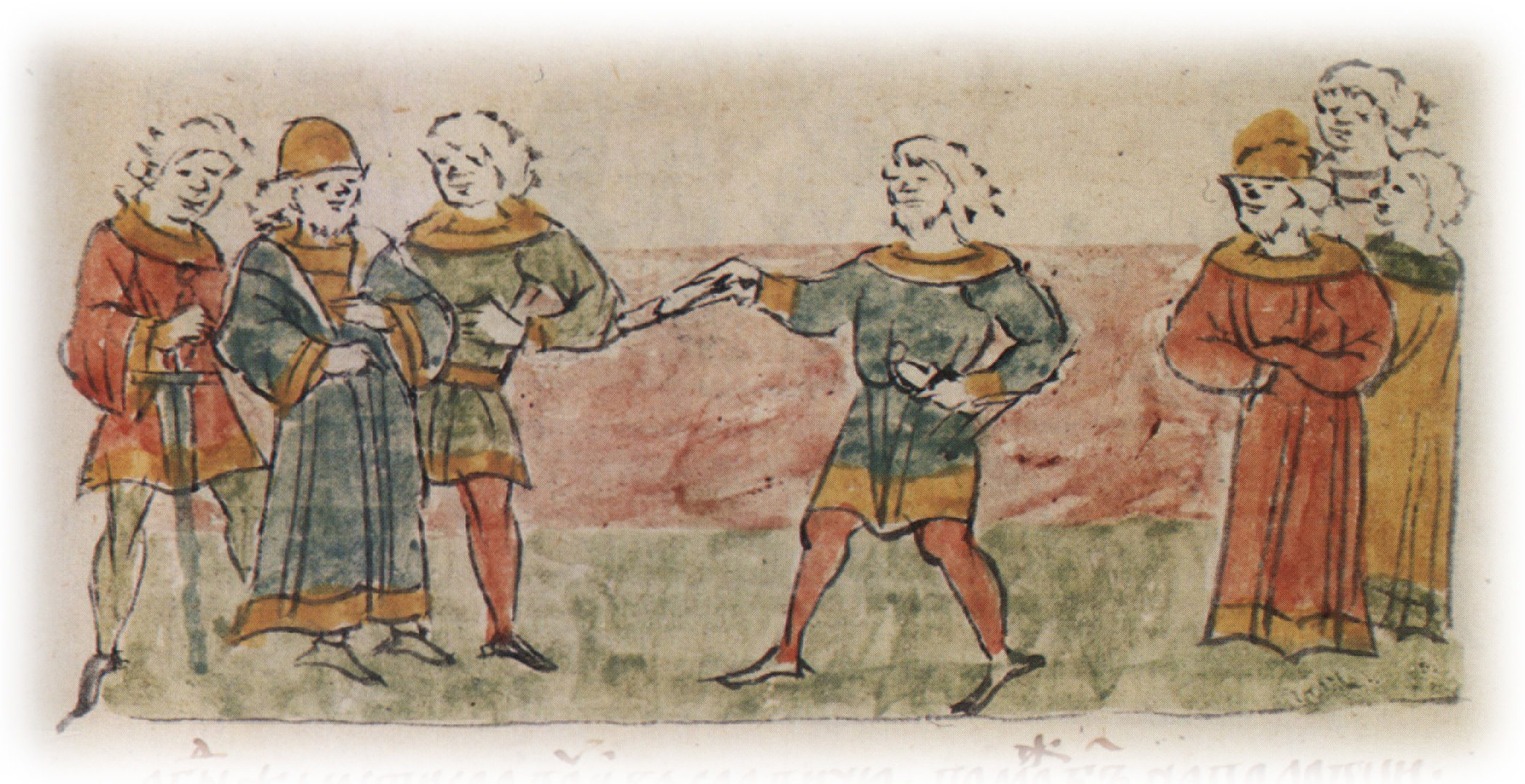
L'arrivo di un messaggero da Izjaslav II Mstislavič a Vasilko Jur'evič con una proposta di pace dopo il fallito assedio di Novgorod del Nord

Dopo l'approvazione di Jurij al trono del Gran Principe di Kiev nel 1149, fu nominato suo governatore (aiutante) a Suzdal'. Dopo l'approvazione finale di Jurij a Kiev (1155), non mise uno dei suoi figli a Suzdal', e presto Andrej Bogoljubskij lasciò Vyšhorod. Dopo la morte di suo padre (15 maggio 1157), Basilio resistette nel sud fino al 1161 (quindi, con la partecipazione di Basilio e dei cappucci neri, Izjaslav morì nella lotta per il regno di Kiev). Quindi, insieme ad altri parenti, fu esiliato da Andrej a Bisanzio, dove governò su alcuni possedimenti sul Danubio. Fondatore di Vasileva Sloboda (la moderna città di Čkalovsk).
Non ci sono informazioni sulla famiglia e sui discendenti. In una delle cronache del 1164 si parla di un Vasilkovič, che potesse esser figlio di Basilio Jur'evič o di Vasilko Leonovič (figlio di Mariza e del Falso Leone Diogene).

## Ascendenza
|                          |   |                       | Genitori |  |  | Nonni |  |  | Bisnonni         |  |  | Trisnonni          |  |
|                          |   |                       |          |  |  |       |  |  | Vsevolod di Kiev |  |  | Jaroslav I di Kiev |  |
|                          |   |                       |          |  |  |       |  |  | Vsevolod di Kiev |  |  | Jaroslav I di Kiev |  |
|                          |   | Ingegerd Olofsdotter  |          |  |  |       |  |  | Vsevolod di Kiev |  |  |                    |  |
| Vladimir II di Kiev      |   |                       |          |  |  |       |  |  | Vsevolod di Kiev |  |  |                    |  |
|                          |   | Anastasia di Bisanzio | …        |  |  |       |  |  |                  |  |  |                    |  |
|                          |   | Anastasia di Bisanzio | …        |  |  |       |  |  |                  |  |  |                    |  |
|                          |   | Anastasia di Bisanzio | …        |  |  |       |  |  |                  |  |  |                    |  |
| Jurij Dolgorukij di Kiev |   | Anastasia di Bisanzio |          |  |  |       |  |  |                  |  |  |                    |  |
|                          |   | …                     | …        |  |  |       |  |  |                  |  |  |                    |  |
|                          |   | …                     | …        |  |  |       |  |  |                  |  |  |                    |  |
|                          |   | …                     | …        |  |  |       |  |  |                  |  |  |                    |  |
| Eufemia                  |   | …                     |          |  |  |       |  |  |                  |  |  |                    |  |
|                          |   | …                     | …        |  |  |       |  |  |                  |  |  |                    |  |
|                          |   | …                     | …        |  |  |       |  |  |                  |  |  |                    |  |
|                          |   | …                     | …        |  |  |       |  |  |                  |  |  |                    |  |
| Basilio Jur'evič         |   | …                     |          |  |  |       |  |  |                  |  |  |                    |  |
|                          | … | …                     |          |  |  |       |  |  |                  |  |  |                    |  |
|                          | … | …                     |          |  |  |       |  |  |                  |  |  |                    |  |
|                          | … | …                     |          |  |  |       |  |  |                  |  |  |                    |  |
| …                        | … |                       |          |  |  |       |  |  |                  |  |  |                    |  |
|                          |   | …                     | …        |  |  |       |  |  |                  |  |  |                    |  |
|                          |   | …                     | …        |  |  |       |  |  |                  |  |  |                    |  |
|                          |   | …                     | …        |  |  |       |  |  |                  |  |  |                    |  |
| …                        |   | …                     |          |  |  |       |  |  |                  |  |  |                    |  |
|                          |   | …                     | …        |  |  |       |  |  |                  |  |  |                    |  |
|                          |   | …                     | …        |  |  |       |  |  |                  |  |  |                    |  |
|                          |   | …                     | …        |  |  |       |  |  |                  |  |  |                    |  |
| …                        |   | …                     |          |  |  |       |  |  |                  |  |  |                    |  |
|                          |   | …                     | …        |  |  |       |  |  |                  |  |  |                    |  |
|                          |   | …                     | …        |  |  |       |  |  |                  |  |  |                    |  |
|                          |   | …                     | …        |  |  |       |  |  |                  |  |  |                    |  |
|                          |   | …                     |          |  |  |       |  |  |                  |  |  |                    |  |

## Letteratura
- Serbov N. Suzdal' e Suzdal' del Sud // Novgorod principi dell'appannaggio // Dizionario biografico russo: in 25 volumi. - San Pietroburgo - M., 1896-1918.